# NGC 2606
NGC 2606 é uma galáxia espiral (Sbc) localizada na direcção da constelação de Ursa Major. Possui uma declinação de +52° 47' 19" e uma ascensão recta de 8 horas, 35 minutos e 34,4 segundos.
A galáxia NGC 2606 foi descoberta em 16 de Fevereiro de 1831 por John Herschel.